# Конгакут (река)
Конгакут (англ. Kongakut River) — река в восточной части боро Норт-Слоп, штат Аляска, США. Длина реки составляет 177 км.
Берёт начало в горах Дэвидсон (часть хребта Брукса) в северо-восточном углу штата, вблизи границы с канадской территорией Юкон. Течёт преимущественно в северо-восточном и северном направлениях через территорию Национального Арктического заповедника. Впадает в море Бофорта.
В переводе с инуитского название реки означает «олений пруд».